# Crime Zone
Pour plus de détails, voir Fiche technique et Distribution.
Crime Zone est un film américain réalisé par Luis Llosa, sorti en 1988.

## Synopsis
Dans le futur, Helen et Bone essaient de fuir une société dystopique. Ils sont employés par le mystérieux Jason et doivent voler un disque de données pour lui.

## Fiche technique
- Titre : Crime Zone
- Titre espagnol : Calles Peligrossas
- Réalisation : Luis Llosa
- Scénario : Daryl Haney
- Musique : Rick Conrad
- Photographie : Cusi Barrio
- Montage : William Flicker
- Production : Luis Llosa
- Société de production : Pacific Trust
- Société de distribution : Concorde Pictures (États-Unis)
- Pays :  États-Unis et  Pérou
- Genre : Action, aventure et science-fiction
- Durée : 92 minutes
- Date de sortie : 
  - États-Unis : 12 décembre 1988

## Distribution
- David Carradine : Jason
- Peter Nelson : Bone
- Sherilyn Fenn : Helen
- Michael Shaner : Creon
- Orlando Sacha : Alexi
- Don Manor : J. D.
- Jorge Bustamante : Hector
- Alfredo Álvarez Calderón : Cruz

## Accueil
Michael Wilmington pour le Los Angeles Times a décrit le film trop sérieux et doté d'un trop faible budget pour espérer rivaliser avec Blade Runner.